# چیفونیه

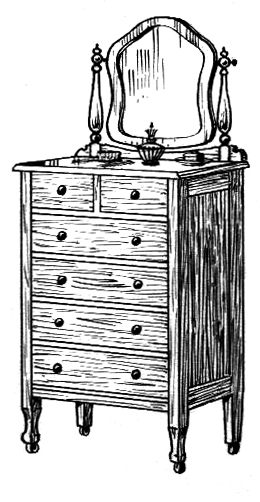
یک چیفون دوز آمریکایی

اصطلاح چیفونیه ، که به آن شیفونیه (انگلیسی: chiffonnier) نیز می‌گویند، ممکن است به یکی از حداقل دو نوع مبلمان اشاره داشته باشد. نام آن مستقیماً از یک قطعه مبلمان فرانسوی به نام چیفونیه گرفته شده است.  نام فرانسوی آن که از کلمه فرانسوی به معنای جمع‌کننده پارچه گرفته شده است ، نشان می‌دهد که در ابتدا به عنوان ظرفی برای خرت و پرت‌هایی در نظر گرفته شده بود که در جای دیگری جایی نداشتند. 
در اصطلاح بریتانیایی، شیفونیه شبیه به بوفه است، اما با اندازه کوچکتر و محصور شدن کل قسمت جلویی توسط درها، از آن متمایز می‌شود. 
در ایالات متحده، چیفونیه کاملاً متفاوت است. در آنجا به یک کمد کشویی بلند، باریک و زیبا اشاره دارد که اغلب آینه‌ای به بالای آن متصل است.  همچنین نیمی از مبلمان ترکیبی آمریکایی به نام چیفونه است.